# Christian Clavier
Christian Jean-Marie Clavier (kʁistjɑ̃ ʒɑ̃ maʁi klavje; nascut el 6 de maig de 1952) és un actor, guionista, productor de cinema i director francès. Es va fer molt popular després de protagonitzar dues sèries de comèdia d'èxit: Anem a fer bronze de Patrice Leconte i Les Visiteurs dirigida per Jean-Marie Poiré. Va augmentar la seva popularitat fent un paper d'Astèrix a les adaptacions de pantalla dels còmics d'Albert Uderzo i René Goscinny.
És germà del director de cinema Stéphane Clavier francès.

## Vida i carrera
Després dels seus estudis de classe alta al Neuilly Lycée Pasteur—encara que s'ha afirmat aquí i allà, mai va estudiar a lInstitut d'Études Politiques de Paris (Sciences Po)—a començar la seva carrera d'actor amb la comèdia teatre troupe Splendid, que va tenir èxits amb pel·lícules com Anem a fer bronze a la neu i Quin Nadal!.
El seu èxit més notable sense el grup Splendid, i amb diferència el seu major èxit fins ara, va ser a la pel·lícula de 1993 les Visiteurs, on va interpretar un personatge conegut com Jacquouille la Fripouille; el crit del personatge de "Okkayyy!!" es va convertir en una exclamació popular després de l'èxit de la pel·lícula.
Després de les Visiteurs va ser una estrella, participant en pel·lícules de gran pressupost com Astérix et Obélix contre César, Astérix & Obélix: Mission Cléopâtre, i la seqüela i remake de Visiteurs. També va interpretar diversos papers dramàtics a la televisió, inclòs M. Thénardier a Les Misérables (versió televisiva del 2000) i Napoléon en una pel·lícula de televisió biogràfica. El 2018, va tornar al personatge d'Astèrix, aquesta vegada aportant la veu del personatge a la pel·lícula d'animació Astérix: Le Secret de la Potion Magique. Succeint a l'actor de veu original del personatge, Roger Carel, va ser el seu primer paper en una pel·lícula d'animació.
Clavier ha jugat en duos notables amb:
- Jean Reno a les Visiteurs (els Visitants) i el remake estatunidenc, Dos penjats a Chicago, L'operació Corned-Beef i L'arxiu cors.
- Gérard Depardieu a Asterix et Obelix (Astèrix i Obelix) i Les anges gardiens.

També dirigeix una productora, Ouille Production.
Va ser nomenat Chevalier (Cavaller) de l'Orde Nacional del Mèrit el 13 de juny de 1998, i promogut a Officier (Oficial) el 2005. Va ser nomenat Chevalier (cavaller) de la Legió d'Honor el 2008.
És amic de l'expresident francès Nicolas Sarkozy, i el 2012 va emigrar al Regne Unit. Nega que això fos com a resultat de la política fiscal punitiva de François Hollande.

## Filmografia

### Com actor

#### Cinema
- 1973: L'An 01, de Jacques Doillon: un téléspectateur au débat
- 1974: Les Suspects, de Michel Wyn: un photographe
- 1975: Que la fête commence, de Bertrand Tavernier: le valet de l'auberge
- 1975: C'est pas parce qu'on a rien à dire qu'il faut fermer sa gueule, de Jacques Besnard: le policier dans les toilettes
- 1975: Le Bol d'air (curtmetratge) de Charles Nemes: Christian
- 1976: On aura tout vu de Georges Lautner: un acteur du café-théâtre
- 1976: Attention les yeux ! de Gérard Pirès: un flic
- 1976: F… comme Fairbanks de Maurice Dugowson: un garçon de café
- 1977: Des enfants gâtés de Bertrand Tavernier: le réalisateur
- 1977: Dites-lui que je l'aime de Claude Miller: François
- 1977: Le Diable dans la boîte de Pierre Lary: Renaud
- 1977: Vous n'aurez pas l'Alsace et la Lorraine de Coluche: le conteur (veu)
- 1978: La Tortue sur le dos de Luc Béraud
- 1978: Anem a fer bronze, de Patrice Leconte: Jérôme
- 1979: Les héros n'ont pas froid aux oreilles de Charles Nemes: l'homme dans la 2 CV
- 1979: Anem a fer bronze a la neu de Patrice Leconte: Jérôme
- 1980: Cocktail Molotov de Diane Kurys: le hippie
- 1980: Je vais craquer de François Leterrier: Jérôme Ozendron
- 1981: Clara et les chics types de Jacques Monnet: Charles
- 1981: Les Babas-cool de François Leterrier: Antoine Bonfils
- 1982: Elle voit des nains partout ! de Jean-Claude Sussfeld: Le fourbe
- 1982: Rock and Torah, o Le Préféré de Marc-André Grynbaum: Isaac Stern
- 1982: Quin Nadal! de Jean-Marie Poiré: Katia, le travesti
- 1983: Papy fait de la résistance de Jean-Marie Poiré: Michel Taupin
- 1985: Tranches de vie de François Leterrier: Charles-Henri / l'ami du dragueur
- 1986: Twist again à Moscou de Jean-Marie Poiré: Iouri
- 1987: La Vie dissolue de Gérard Floque de Georges Lautner: Edouard
- 1989: Les cigognes n'en font qu'à leur tête de Didier Kaminka: le petit chef de la DDASS
- 1989: Mes meilleurs copains de Jean-Marie Poiré: Jean-Michel Thuilliet
- 1991: L'operació Corned-Beef de Jean-Marie Poiré: Jean-Jacques Granianski
- 1991: Les Secrets professionnels du Dr Apfelglück de Stéphane Clavier, Hervé Palud, Thierry Lhermitte, Alessandro Capone: l'avocat
- 1993: Les Visiteurs de Jean-Marie Poiré: Jacques-Henri Jacquart et Jacquouille la Fripouille
- 1993: La Soif de l'or de Gérard Oury: Urbain Donnadieu
- 1994: La Vengeance d'une blonde de Jeannot Szwarc: Gérard Bréha
- 1994: Grosse Fatigue de Michel Blanc: ell mateix (cameo)
- 1995: Els àngels de la guarda de Jean-Marie Poiré: le père Hervé Tarain / le démon qui le hante
- 1997: Les Sœurs Soleil de Jeannot Szwarc: un spectateur (cameo)
- 1998: Les Couloirs du temps : Les Visiteurs 2 de Jean-Marie Poiré: Jacques-Henri Jacquart / Jacquouille la Fripouille / Jacquouillet / Prosper, le purineur
- 1999: Astérix et Obélix contre César de Claude Zidi: Astérix
- 2001: Dos penjats a Chicago de Jean-Marie Gaubert pseudònim de Jean-Marie Poiré) : André le Pâté
- 2002: Astérix et Obélix : Mission Cléopâtre de Alain Chabat: Astérix
- 2003: Lovely Rita, sainte patronne des cas désespérés de Stéphane Clavier: Edgar Lamarck
- 2004: Albert est méchant de Hervé Palud: Patrick Lechat
- 2004: L'arxiu cors de Alain Berberian: Rémi François
- 2005: L'Antidote de Vincent de Brus: Jacques-Alain Marty
- 2006: Les Bronzés 3 : Amis pour la vie de Patrice Leconte: Jérôme
- 2006: L'Entente cordiale de Vincent de Brus: François de La Conche
- 2007: Le Prix à payer de Alexandra Leclère: Jean-Pierre Ménard
- 2007: L'Auberge rouge de Gérard Krawczyk: l'aubergiste Pierre Martin
- 2009: La Sainte Victoire de François Favrat: Vincent Cluzel
- 2011: On ne choisit pas sa famille de Christian Clavier : César Borgnoli
- 2013: Les Profs de Pierre-François Martin-Laval: Serge Cutiro, le prof de maths « touriste »
- 2014: Déu meu, però què t'hem fet? de Philippe de Chauveron: Claude Verneuil
- 2014: Le Grimoire d'Arkandias d'Alexandre Castagnetti i Julien Simonet : Agénor Arkandias
- 2014: Une heure de tranquillité de Patrice Leconte: Michel Leproux
- 2015: Babysitting 2 de Philippe Lacheau i Nicolas Benamou : Jean-Pierre Lamar
- 2016: Els visitants la fan grossa de Jean-Marie Poiré: Jacquouille la Fripouille, Jacquouillet i Edmond Jacquart
- 2017: Una bossa de bales de Christian Duguay: Docteur Rosen
- 2017: Si j'étais un homme de Audrey Dana: Docteur Pace
- 2017: Amb els braços oberts (À bras ouverts) de Philippe de Chauveron: Jean-Etienne Fougerole
- 2017: On ets, mama? (Momo) de Sébastien Thiéry i Vincent Lobelle: Alain Prioux
- 2018: Les Aventures de Spirou et Fantasio d'Alexandre Coffre: Comte Pacôme de Champignac
- 2019: Déu meu, però què t’hem fet… ara? de Philippe de Chauveron: Claude Verneuil
- 2019: Convoi exceptionnel de Bertrand Blier: Foster
- 2019: Ibiza d'Arnaud Lemort: Philippe
- 2019: Rendez-vous chez les Malawa de James Huth: Julien Gosset-Grainville
- 2021: Mystère à Saint-Tropez de Nicolas Benamou: inspecteur Jean Boullin
- 2021: Kaamelott : Premier Volet d'Alexandre Astier: le Jurisconsulte
- 2022: Déu meu, però què ens has fet? de Philippe de Chauveron: Claude Verneuil
- 2022: Irréductible de Jérôme Commandeur: Michel Gougnat
- previst el 2023: Cocorico de Julien Hervé: Frédéric Bouvier-Sauvage (pel febrer de 2023)
- previst el 2023: La Troisième Vengeance de Maître Poutifard de Pierre-François Martin-Laval: Robert Poutifard (sortie le 25 octobre 2023)

#### Televisió
- 1986: L'Été 36 d'Yves Robert: Alexis
- 1988: Sueurs froides : La belle ouvrage, de Josée Dayan: Henri Descouet
- 1988: Palace de Jean-Michel Ribes (série TV, 1 épisode)
- 1989: Mieux vaut courir de Élisabeth Rappeneau: Simon
- 1989: Fantômes sur l'oreiller de Pierre Mondy: Brice
- 1991: Charmante soirée de Bernard Murat: Pierre
- 2000: Les Misérables, de Josée Dayan: Thénardier
- 2002: Napoléon de Yves Simoneau: Napoléon
- 2006: Prince Rodolphe : l'héritier de Sissi de Robert Dornhelm: Taaffe
- 2007: Kaamelott - Livre V de Alexandre Astier: le Jurisconsulte
- 2008: Le Malade imaginaire de Christian de Chalonge: Argan
- 2009: Le Bourgeois gentilhomme de Christian de Chalonge: M. Jourdain
- 2013: Les affaires sont les affaires de Philippe Bérenger: Marquis de Porcellet
- 2013: Le Bœuf clandestin de Gérard Jourd'hui: M. Berthaud

### Com a guionista
- 1978: Anem a fer bronze, de Patrice Leconte
- 1979: Anem a fer bronze a la neu de Patrice Leconte
- 1982: Quin Nadal! de Jean-Marie Poiré
- 1983: Papy fait de la résistance de Jean-Marie Poiré
- 1986: Twist again à Moscou de Jean-Marie Poiré
- 1989: Mes meilleurs copains de Jean-Marie Poiré
- 1989: Fantômes sur l'oreiller (téléfilm) de Pierre Mondy
- 1991: L'operació Corned-Beef de Jean-Marie Poiré
- 1993: Les Visiteurs de Jean-Marie Poiré
- 1995: Els àngels de la guarda de Jean-Marie Poiré
- 1998: Les Couloirs du temps : Les Visiteurs 2 de Jean-Marie Poiré
- 2001: Les Visiteurs en Amérique de Jean-Marie Gaubert (pseudonyme utilisé par Jean-Marie Poiré)
- 2004: L'arxiu cors de Alain Berberian
- 2007: L'Auberge rouge de Gérard Krawczyk
- 2011: On ne choisit pas sa famille d’ell mateix
- 2016: Els visitants la fan grossa de Jean-Marie Poiré
- 2021: Mystère à Saint-Tropez de Nicolas Benamou
- previst el 2023: Au bon beurre (minisèrie) de Jean-Marie Poiré

### Com a productor
- 1998: Les Couloirs du temps : Les Visiteurs 2 de Jean-Marie Poiré
- 2001: Les Visiteurs en Amérique de Jean-Marie Gaubert (pseudonyme utilisé par Jean-Marie Poiré)
- 2003: Lovely Rita, sainte patronne des cas désespérés de Stéphane Clavier
- 2011: On ne choisit pas sa famille de lui-même
- 2016: Els visitants la fan grossa de Jean-Marie Poiré

### Com a director
- 2011: On ne choisit pas sa famille

## Teatre
- 1971 - 1974: La concierge est tombée dans l'escalier, Non, Georges pas ici i Je vais craquer du Splendid
- 1973: Ginette Lacaze de Coluche
- 1975: Ma tête est malade du Splendid
- 1976: Le Pot de terre contre le pot de vin du Splendid
- 1977: Amour, Coquillages et Crustacés du Splendid
- 1979: Le père Noël est une ordure du Splendid, Théâtre de la Gaîté-Montparnasse
- 1980: Papy fait de la résistance de Christian Clavier i Martin Lamotte, Le Splendid
- 1983: Ma vedette américaine de Jean-Louis Livi, dirigida per Pierre Mondy, Théâtre Saint-Georges
- 1986: Double mixte d'après Run for Your Wife de Ray Cooney, dirigida per Pierre Mondy, Théâtre de la Michodière
- 1989: Un fil à la patte de Georges Feydeau, dirigida per Pierre Mondy, Théâtre du Palais-Royal
- 1991: La Dame de chez Maxim de Georges Feydeau, dirigida per Bernard Murat, Théâtre Marigny
- 1996: Panique au Plazza, de Ray Cooney, dirigida per Pierre Mondy
- 2002: Même heure, l'année prochaine de Bernard Slade, dirigida per Pierre Mondy, Théâtre du Gymnase Marie Bell
- 2009 - 2010: La Cage aux folles de Jean Poiret, dirigida per Didier Caron, Théâtre de la Porte-Saint-Martin amb Didier Bourdon
- 2013: Inconnu à cette adresse de Kressmann Taylor, Soho Theatre de Londres, amb Thierry Lhermitte